# Heliobolus nitidus
Heliobolus nitidus — вид ящірок родини ящіркових (Lacertidae). Мешкає в Західній і Центральній Африці.

## Підвиди
Виділяють три підвиди:
- Heliobolus nitidus garambensis (Schmidt, 1919);
- Heliobolus nitidus nitidus (Günther, 1872);
- Heliobolus nitidus quadrinasalis (Chabanaud, 1918).

## Поширення і екологія
Heliobolus nitidus мешкають на сході Сенегалу, на півдні Малі, на північному сході Гвінеї, на півночі Кот-д'Івуару, Гани, Того, Беніну, Нігерії, Камеруну, в Буркіна-Фасо, на півдні Нігеру і Чаду, в Центральноафриканській Республіці та на півночі Демократичної Республіки Конго. Вони живуть в суданських і гвінейських саванах, трапляються на полях. Живляться дрібними безхребетними.